# Дін Кент
Дін Кент (англ. Dean Kent; нар. 6 листопада 1978) — новозеландський плавець.
Учасник Олімпійських Ігор 2000, 2004, 2008 років.
Призер Ігор Співдружності 2006 року.